# Temporada del 2006 de pilota valenciana
Heus ací un resum de les principals competicions de Pilota valenciana jugades íntegrament o acabades l'any 2006.

## Professionals

### Escala i corda
| Competició                            | Campió                  | Subcampió                |
| ------------------------------------- | ----------------------- | ------------------------ |
| Circuit Bancaixa                      | Mezquita, Tato i Canari | Álvaro i Pigat III       |
| Individual                            | Álvaro                  | Miguel                   |
| Trofeu Ciutat de Dénia                |                         |                          |
| Trofeu Ciutat de Llíria               | Mezquita, Fèlix i Salva | León i Grau              |
| Trofeu Hnos. Viel                     |                         |                          |
| Trofeu Mancomunitat de la Ribera Alta | Genovés II i Pigat III  | Colau, Solaz i Salva     |
| Trofeu Nadal de Benidorm              | Genovés II i Fèlix      | Adrián I, Tato i Javi    |
| Trofeu Universitat de València        | Pedro, Jesús i Tino     | León i Sarasol II        |
| Trofeu Vidal                          | Miguel, Grau i Jesús    | Álvaro, Tato i Pigat III |

### Frontó
| Competició                                   | Campió               | Subcampió          |
| -------------------------------------------- | -------------------- | ------------------ |
| Obert d'Albal                                | Waldo i Pasqual II   | Adrián I i Paquito |
| Trofeu Platges de Moncofa                    | Genovés II i Paquito | Núñez i Fageca     |
| Trofeu President de la Diputació de València | Álvaro i Espinola    | Cervera i Lemay    |

### Galotxa
| Competició       | Campió | Subcampió |
| ---------------- | ------ | --------- |
| Trofeu Moscatell |        |           |

### Raspall
| Competició                            | Campió                       | Subcampió                     |
| ------------------------------------- | ---------------------------- | ----------------------------- |
| Individual                            | Coeter II                    | Agustí                        |
| Campionat per equips                  | Juan Gràcia, Armando i Galán | Loripet, Agustí i Juan Carlos |
| Trofeu Gregori Maians                 |                              |                               |
| Mancomunitat de municipis de la Safor | Tur i Coeter II              | Armando i Alberto             |

## Aficionats

### Escala i corda
| Competició          | Campió        | Subcampió                |
| ------------------- | ------------- | ------------------------ |
| Lliga Caixa Popular | Fran i Álvaro | Pasqual II, César i Jose |

### Frontó
| Competició | Campió           | Subcampió       |
| ---------- | ---------------- | --------------- |
| Individual | Lemay            | José de Moixent |
| Parelles   | Lemay i Zacarías | Salva i Puchol  |

### Galotxa
| Competició       | Campió                   | Subcampió              |
| ---------------- | ------------------------ | ---------------------- |
| El Corte Inglés  | CP Beniparrell           | Godelleta              |
| Interpobles      | Ajuntament Beniparrell A | Caja Campo Godelleta A |
| Supercopa        | Meliana                  | Montserrat             |
| Copa Generalitat | CP Meliana               | El Campello            |

### Llargues
| Competició                 | Campió      | Subcampió   |
| -------------------------- | ----------- | ----------- |
| Lliga a Llargues d'Alacant | El Campello | Finestrat A |

#### Palma
| Competició    | Campió  | Subcampió |
| ------------- | ------- | --------- |
| Lliga a Palma | Benasau | Murla A   |

### Perxa
| Competició    | Campió    | Subcampió |
| ------------- | --------- | --------- |
| Lliga a Perxa | Ontinyent | Benasau A |

### Raspall
| Competició                       | Campió   | Subcampió |
| -------------------------------- | -------- | --------- |
| Autonòmic de Raspall al carrer   | Xeraco A | Bicorp    |
| Autonòmic de Raspall en trinquet | Xeraco B | Dénia A   |

## Internacionals
| Competició                          | Campió        | Subcampió |
| ----------------------------------- | ------------- | --------- |
| Campionats Internacionals de Pilota | No n'hi hagué |           |

| Precedit per: Temporada del 2005 de pilota valenciana | Temporada del 2006 de pilota valenciana 2006 | Succeït per: Temporada del 2007 de pilota valenciana |